# Something Wall-Mart This Way Comes
Something Wall-Mart This Way Comes is aflevering 120 (#809) van de animatieserie South Park. In Amerika werd de aflevering voor het eerst uitgezonden op 3 november 2004.

## Verhaal
Een Wall-Mart opent in South Park en al snel raken alle inwoners verslaafd aan de hypermarkt. Alle andere winkels moeten hierdoor sluiten en de inwoners besluiten de Wall-Mart te boycotten. Deze boycot faalt echter en al snel is het weer even druk als voorheen. Stan, Kyle en Kenny willen de Wall-Mart stoppen, maar ze worden tegengewerkt door Cartman. De South Parkers branden de Wall-Mart plat, maar hij wordt herbouwd, op orders uit Bentonville, zo horen de jongens.
Nadat de Wall-Mart Cartman heeft verteld dat de jongens de winkel willen vernietigen, besluit hij met ze mee te gaan om hen tegen te houden. In Bentonville horen ze van baas Harvey Brown dat ze het "hart" van de Wall-Mart moeten vernietigen. Dit hart kunnen ze vinden op de televisie-afdeling. Als de jongens weg willen gaan pleegt Brown zelfmoord.
Terug in South Park, bij de Wall-Mart, bedreigt Cartman de rest met een mes. Hij vertelt zijn "geheime" plan, maar Kyle maakt hem duidelijk dat hij daar allang van wist. De twee beginnen te ruziën. Uiteindelijk gaan Stan en Kyle de Wall-Mart in, terwijl Kenny Cartman tegen moet houden. In de Wall-Mart treffen de twee Stans vader aan, die inmiddels bij de zaak werkt. Met zijn hulp vinden ze de afdeling, maar Randy's verslaving is te groot en hij blijft achter bij een schroevendraaierset die in de aanbieding is. Stan en Kyle ontmoeten ze een man die beweert de Wall-Mart te zijn. Hij neemt soms echter ook andere vormen aan, zoals K-Mart en Target. De jongens vinden een spiegel die ze vernietigen. Daarop stort het gebouw in en rent iedereen naar buiten. Na wat wijze woorden van Randy besluit iedereen naar "Jim's Drug" te gaan. Te zien is dan hoe iedereen daar winkelt en in enkele stappen groeit de zaak uit tot deze eruit uiteindelijk uitziet als de Wall-Mart. Ook deze zaak wordt weer in brand gestoken en weer beslist men dat men deze fout niet meer moet maken. De aflevering eindigt met Mr. Garrison die voorstelt dat ze naar de True Value moeten gaan en iedereen volgt hem instemmend.

## Trivia
- De man die zegt Wall-Mart te zijn lijkt heel veel op de Architect uit The Matrix Reloaded